# Ľubomír Fogaš
Ľubomír Fogaš (* 12. prosince 1950 Podolie) je slovenský právník a vysokoškolský pedagog. Byl poslancem Národní rady Slovenské republiky a místopředsedou slovenské vlády pro legislativu. Je spoluautorem Ústavy Slovenské republiky.

## Životopis
Narodil se v obci Podolie v okrese Nové Mesto nad Váhom. V roce 1974 úspěšně absolvoval právo na Právnické fakultě Univerzity Komenského v Bratislavě. O rok později získal po provedení rigorózní zkoušky titul doktor práv (JUDr.). Současně začal pracovat na Katedře občanského práva Právnické fakulty Univerzity Komenského jako asistent (později odborný asistent a nakonec vedoucí katedry). V roce 1981 získal titul kandidát věd (CSc.). V roce 1985 habilitoval na docenta v oboru občanské právo. V roce 2004 se stal tzv. mimořádným profesorem. Byl také členem vědecké rady Právnické fakulty Univerzity Komenského.
Je členem Slovenské advokátní komory. Byl členem komise SNR pro přípravu Ústavy Slovenské republiky a členem komise pro přípravu Listiny základních práv a svobod. Je považován za jednoho ze spoluautorů slovenské ústavy. Působil také v redakcích několika odborných časopisů. Byl viceprezidentem Parlamentního shromáždění Rady Evropy. Působil také jako předseda rozhodčího soudu Slovenské obchodní a průmyslové komory.

## Politická činnost
Po ukončení vysoké školy vstoupil do KSČ. Následně byl členem Strany demokratické levice. V roce 1990 byl zvolen poslancem Slovenské národní rady. V roce 1992 byl zvolen poslancem Národní rady Slovenské republiky. Zvolený byl také v obdobích 1994-1998 a 1998-2002. V roce 1998 se stal místopředsedou vlády Slovenské republiky pro legislativu a předsedou Legislativní rady vlády.

## Publikační činnost
- Ľ. Fogaš, Ľ. Cibulka  Listina základných práv a slobôd : Ústavný zákon s komentárom, Bratislava, Slovenské pedagogické nakladateľstvo, 1992
- Ľ. Fogaš, Ľ. Cibulka Ústava Slovenskej republiky pre školy, Bratislava, Slovenské pedagogické nakladateľstvo, 1993